# Yoshiko Gotō
Yoshiko Gotō, auch Yoshiko Gotoh (jap. 後藤 芳子, Gotō Yoshiko; * 21. Februar 1933 in der Präfektur Tokio) ist eine japanische Jazzsängerin.
Yoshiko Gotō begann ihre Karriere in den 1950er-Jahren; 1952 arbeitete sie mit Eiji Kitamura und Kiyoshi Yamaya. 1964 trat sie in Japan mit amerikanischen Dixieland-Musikern auf; 1965 wurde sie im Down Beat erwähnt. 1967 tourte sie erstmals in den Vereinigten Staaten. Um 1970 nahm für Denon ihr Debütalbum This Girl’s (in Love with You) auf, bei dem sie von Masahiko Satoh (Piano, Arrangement), Kiyoshi Sugimoto (Gitarre), Yasuo Arakawa (Bass) und Akira Ishikawa (Schlagzeug) begleitet wurde. Von 1970 bis 1972 lebte die Sängerin in den USA; in dieser Zeit entstand auch das Album Yoshiko Meets Ray Brown –  I’m Glad There Is You.
Ab Mitte der 1970er-Jahre legte sie eine Reihe von Soloalben vor wie Gentle Rain (Columbia, 1975), A Touch Of Love (Three Blind Mice, 1975, mit Kunimitsu Inaba und Sadanori Nakamure), Day Dream (TBM, 1975, mit Yoshio Otomo, Junichiro Ohkuchi, Takashi Mizuhashi, Hideo Sekine) und Because (Trio, 1981, mit Masahiko Satoh, Nobuyoshi Ino, Masahiko Togashi). 1975 trat sie im Duett mit Martha Miyake auf, begleitet von Shigeo Suzuki, Toshihiko Ogawa, Masanaga Harada und Donald Bailey. Ihr Repertoire bestand aus Pophits der Zeit wie „Bridge over Troubled Water“, „You’ve Made Me So Very Happy“ oder „Raindrops Keep Fallin’ on My Head“ und Jazzstandards wie „Almost Like Being in Love“ „When Your Lover Has Gone“ oder „What Are You Doing the Rest of Your Life?“. Mit dem Pianisten George Gaffney legte sie noch 2000 das Album A Beautiful Friendship vor. Der Diskograf Tom Lord listet sie im Bereich des Jazz zwischen 1970 und 2000 bei sechs Aufnahmesessions.